# Ron Mueck
Ronald Hans Mueck (født 9. maj 1958 i Melbourne) er en australsk billedhugger, der arbejder i Storbritannien. Hans værker centrerer sig om den menneskelige krop og hyperrealisme, en genre hvor motivet gengives realistisk og ofte med et fotografisk forlæg. I Danmark er han bedst kendt for sin 5 meter høje skulptur Boy fra 1999, der er udstillet på kunstmuseet ARoS i Aarhus.
Før Mueck begyndte at lave skulpturer, arbejdede han som dukkemager til børneprogrammer og film, såsom Labyrinten til troldkongens slot (1986), hvor han også lagde stemme til figuren Ludo.